# 銚子口信號場
銚子口信號場（日语：／ Chōshiguchi shingoujou */?）是一由北海道旅客鐵道（JR北海道）函館本線（砂原支線）沿線的所經營的信號場，位於日本北海道龜田郡七飯町，屬於函館支社的管轄範圍，並由大沼車站負責管理。
因使用人數持續不足，2022年3月12日起隨時間表改正而遭廢站，改為信號場。

## 簡介
銚子口車站站內設有相對式月台一對、兩條乘車線，車站並無設置站房但備有一間候車室。兩座相對的月台之間，是靠跨越車站內的人行平交道連結。

## 相鄰車站
北海道旅客鐵道（JR北海道）
■函館本線（砂原支線）
大沼（N70）－（銚子口信號場）－鹿部（N68）

### 曾經存在的路線
大沼電鐵
大沼電鐵線（戰後）
新銚子口－大沼溫泉